# 伊恰普尔德芬切埃斯塔泰
伊恰普尔德芬切埃斯塔泰（Ichhapur Defence Estate），是印度西孟加拉邦North Twentyfour Parganas县的一个城镇。总人口10348（2001年）。

## 人口
该地2001年总人口10348人，其中男性5631人，女性4717人；0—6岁人口700人，其中男361人，女339人；识字率81.79%，其中男性为87.43%，女性为75.07%。